# رالف داسون
رالف داسون (انگلیسی: Ralph Dawson; ۱۸ آوریل ۱۸۹۷ – ۱۵ نوامبر ۱۹۶۲) یک تدوین‌گر اهل ایالات متحده آمریکا بود.

## بخشی از فیلمشناسی
- رؤیای شب نیمه تابستان (۱۹۳۵)
- آنتونی ادورس (۱۹۳۶)
- داستان لوئی پاستور (۱۹۳۶)
- ماجراهای رابین هود (۱۹۳۸)
- چهار دختر (۱۹۳۸)
- پرواز شناسایی (۱۹۳۸)
- ردیف پادشاهان (۱۹۴۲)
- آقای اسکفینگتون (۱۹۴۴)
- متکبرها (۱۹۵۴)